# Колодяжний Олег Сергійович
Оле́г Сергі́йович Колодя́жний (2002—2022) — солдат збройних сил України, учасник російсько-української війни.

## Життєпис
Народився 13 червня 2002 року в селі Носівки Житомирської області, проживав у селі Тупальці. Навчався в Новоград-Волинському вищому професійному училищі. Працював на меблевій фабриці. 
У 2021 році підписав контракт з 95-ю десантно-штурмовою бригадою. 
Загинув 24 квітня 2022 року на Харківщині. 
Похований у селі Тупальці.

## Нагороди
- Орден «За мужність» III ступеня[1].